# Amblyornis flavifrons
L'uccello giardiniere frontedorata o ambliornite frontedorata (Amblyornis flavifrons Rothschild, 1895) è un uccello passeriforme della famiglia Ptilonorhynchidae.

## Etimologia
Il nome scientifico della specie, flavifrons, deriva dal latino e significa "dalla fronte gialla", in riferimento alla livrea dei maschi: il nome comune di questi uccelli altro non è che la traduzione di quello scientifico.

## Descrizione

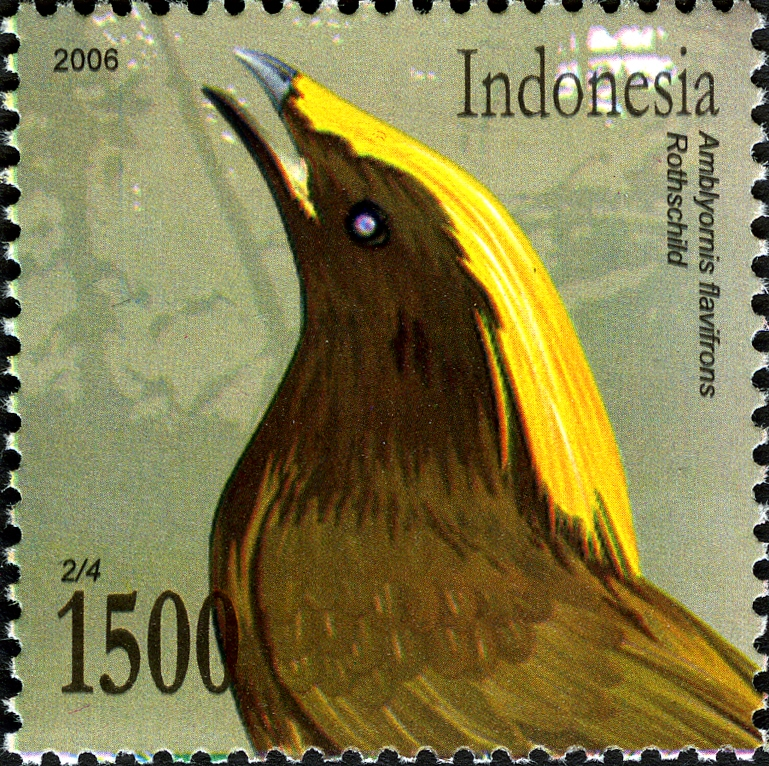
Illustrazione su francobollo indonesiano.

### Dimensioni
Misura 24 cm di lunghezza.

### Aspetto
Si tratta di uccelli dall'aspetto paffuto e massiccio, muniti di testa arrotondata con becco corto, conico e sottile e dalla base larga, lunghe ali digitate, coda di media lunghezza e dall'estremità arrotondata.
Il piumaggio si presenta interamente di colore bruno, più scuro e tendente al color caffè su faccia, ali e coda e più chiaro e tendente al beige con vaghe sfumature giallastre su ventre e sottocoda.
Il dimorfismo sessuale è ben evidente: i due sessi sono simili, ma i maschi presentano un'evidente cresta erettile formata da lunghe penne filiformi di colore giallo, le quali (come intuibile sia dal nome comune che dal nome scientifico) coprono la base della mandibola superiore, la fronte, il vertice e la nuca, mancando invece del tutto nelle femmine.
Il becco e le zampe sono di colore nerastro: gli occhi sono invece di colore bruno-rossiccio.

## Biologia
Si tratta di uccelli diurni, le abitudini dei quali rimangono ancora in larga parte sconosciute in virtù della loro elusività e dell'inaccessibilità dell'areale di diffusione. Fino al 31 gennaio del 1981 (quando Jared Diamond riuscì ad osservarne degli esemplari e dei pergolati), la specie era infatti nota solamente in base a reperti appartenenti a collezioni museali, e non era mai stata osservata in vita: le prime fotografie di animali vivi, invece, risalgono al dicembre del 2005.
Piuttosto silenti, i maschi in amore divengono però molto vocali, emettendo alti gracchi nasali per segnalare la propria presenza ai maschi rivali ed alle femmine.

### Alimentazione
Si tratta di uccelli virtualmente onnivori ma in larga parte frugivori (anzi, le osservazioni fatte finora riguardano unicamente esemplari che si cibavano di frutta), che sogliono cercare il cibo fra i 6 e i 20 m di quota, non esitando a scendere al suolo per reperirlo.

### Riproduzione
Le abitudini riproduttive di questi uccelli sono praticamente ignote, tuttavia si ha motivo di ritenere che esse non differiscano in maniera significativa, per modalità e tempistica, da quanto osservabile fra gli altri ambliorniti: gli unici dati in proposito riguardano l'osservazione di una costruzione nuziale (una struttura a tenda di circa un metro di diametro, costruita con rametti attorno alla base di un alberello, col pavimento foderato di licheni e lo spiazzo antistante l'apertura accuratamente ripulito dai detriti e decorato con piccoli oggetti colorati).

## Distribuzione e habitat
L'uccello giardiniere frontedorata è endemico dell'Irian Jaya, dove popola le montagne Foja, nella provincia di Papua. Fu fotografato per la prima volta da un gruppo di scienziati guidati da Bruce Beehler.
L'habitat di questi uccelli è rappresentato dalla foresta pluviale montana e nebulosa a prevalenza di araucaria e Nothofagus, con predilezione per le aree di foresta primaria con abbondanza di licheni.